# Nebetah
Nebetah (Antiguo egipcio: nb.t-ꜥḥ) fue una de las hijas del faraón del antiguo Egipto Amenhotep III de la dinastía XVIII y su Gran Esposa Real Tiye. Era una hermana menor de Akenatón.

## Biografía
El nombre de Nebetah significa Señora del Palacio. Su nombre, como el de su hermana mayor Henuttaneb, también se usaba con frecuencia como título para las reinas. Posiblemente fue una de las hijas más jóvenes de la pareja real, ya que no aparece en monumentos en los que sí lo hacen sus hermanas mayores. Se la muestra en una estatua colosal de Medinet Habu. Esta enorme escultura de siete metros de alto (23 pies) muestra a Amenofis III y Tiy sentados uno al lado del otro, con tres de sus hijas de pie frente al trono: Henuttaneb, la más grande y mejor conservada, en el centro; Nebetah en a la derecha, y otra, cuyo nombre está destruido, a la izquierda.
A diferencia de sus hermanas Sitamón e Iset, ella nunca fue elevada al rango de reina, y su único título conocido es La hija del rey a quien ama (el título habitual de las princesas). Esto, combinado con el hecho de que después de la muerte de Amenhotep III deja de ser mencionada, sugiere que murió a una edad temprana. También se especula que se le cambió el nombre durante las reformas atonistas iniciadas por su hermano, y es idéntica a la princesa Beketaten, que nunca fue mencionada antes de las reformas.
La momia conocida como The Younger Lady ha sido identificada como la madre de Tutankamón. Se ha considerado a Nebetah o Beketatón como la posible identidad de esta momia.